# Tętnica wątrobowa wspólna

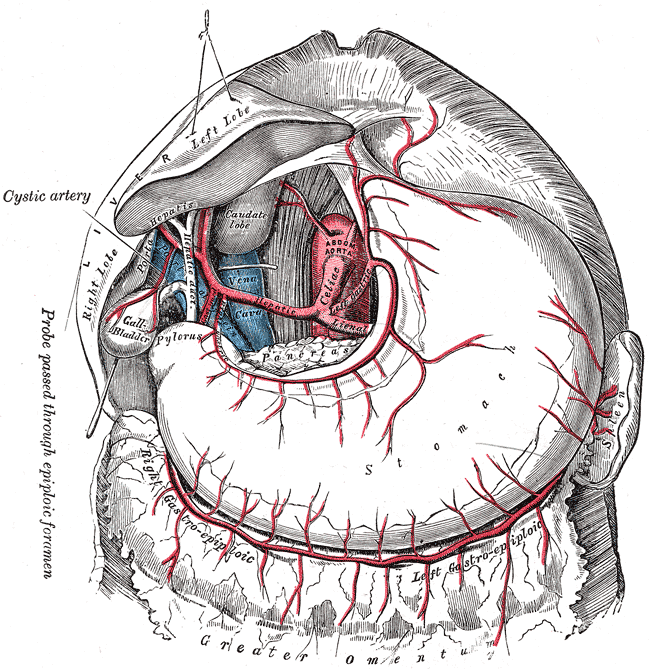
Gałęzie pnia trzewnego. Tętnica wątrobowa wspólna podpisana Hepatic.

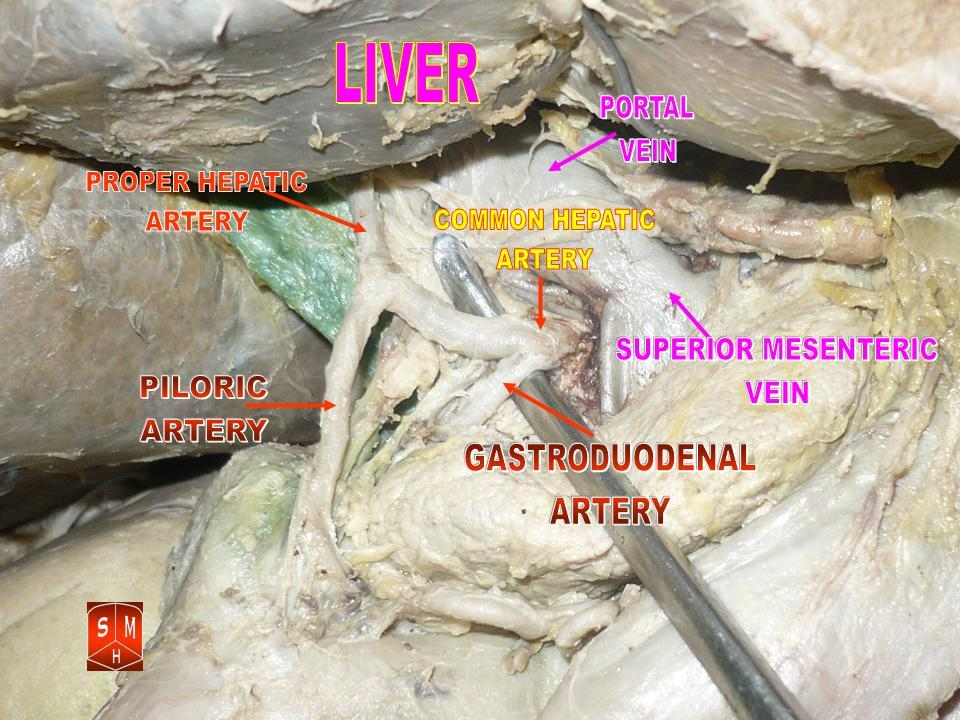
Tętnica wątrobowa wspólna oznaczona żółtym napisem Common hepatic artery.

Tętnica wątrobowa wspólna (łac. arteria hepatica communis) – w anatomii człowieka jedna z trzech gałęzi pnia trzewnego. Jest mniejsza od tętnicy śledzionowej, ale większa od tętnicy żołądkowej lewej, dwóch pozostałych tętnic odchodzących z pnia trzewnego.
Biegnie poziomo ze strony lewej na prawą wzdłuż górnego brzegu trzustki otoczona nerwami splotu wątrobowego aż do miejsca swojego rozdwojenia. Leży na odnodze prawej przepony ku tyłowi i poniżej przedsionka torby sieciowej. Ma długość około 3,5 cm.
Podczas swojego przebiegu tętnica oddaje gałązki do trzustki, otrzewnej i węzłów chłonnych oraz dwie gałęzie końcowe: 
- tętnicę wątrobową właściwą, oddającą dwie gałęzie zaopatrujące wątrobę (gałąź prawą i gałąź lewą), tętnicę pęcherzykową zaopatrującą pęcherzyk żółciowy, a także tętnicę żołądkową prawą zaopatrującą część żołądka i łączącą się z tętnicą żołądkową lewą,
- tętnicę żołądkowo-dwunastniczą, oddającą dwie gałęzie zaopatrujące dwunastnicę i trzustkę (tętnicę trzustkowo-dwunastniczą górną tylną i tętnicę trzustkowo-dwunastniczą górną przednią) oraz tętnicę żołądkowo-sieciową prawą, zaopatrującą żołądek i sieć większą i łączącą się z tętnicą żołądkowo-sieciową lewą[1].